# Бінарна матриця
Бінарна матриця — матриця, елементами якої є тільки 0 та 1.
Кількість бінарних матриць розміру m×n дорівнює 2mn.
{\displaystyle {\begin{bmatrix}0&0&0&1\\0&1&0&1\\1&1&0&0\end{bmatrix}}} — бінарна матриця розміру 3 ×4.

## Приклади
- Матриця перестановки — бінарна матриця, в якій в кожному рядку і кожному стовпчику є рівно одна одиниця, а всі інші елементи — нулі.
- Одинична матриця
- Нульова матриця
- Матриця одиниць
- Матриця суміжності